# Anxi, Jiangxi
Anxi är en köping i Kina. Den ligger i provinsen Jiangxi, i den sydöstra delen av landet, omkring 390 kilometer söder om provinshuvudstaden Nanchang. Antalet invånare är 38 438. Befolkningen består av 18 527 kvinnor och 19 911 män. Barn under 15 år utgör 23,0 %, vuxna 15-64 år 68 %, och äldre över 65 år 8,0 %.
Runt Anxi är det ganska tätbefolkat, med 199 invånare per kvadratkilometer. Anxi är det största samhället i trakten. I omgivningarna runt Anxi växer i huvudsak blandskog.
Genomsnittlig årsnederbörd är 1 895 millimeter. Den regnigaste månaden är maj, med i genomsnitt 339 mm nederbörd, och den torraste är oktober, med 17 mm nederbörd.